# کلتسین
کلتسین (به آلمانی: Kletzin) یک شهر در آلمان است که در Mecklenburgische Seenplatte District واقع شده‌است. کلتسین  ۸۶۷ نفر جمعیت دارد.